# 東樋口徹
東樋口 徹（とうひぐち とおる、1975年 - ）は、日本の画家。奈良県生駒郡平群町出身、京都府京都市育ち、東京都在住。

## 概要
両親の故郷である奈良県で生まれ、京都市で育つ。父は京都大学工学部の助手(当時)、母は元高校教師であり画家である。いわゆる芸術一家であり、幼い頃から美術に興味を持つ。2000年に東京藝術大学に入学し、絵画を学ぶ。2004年に大学卒業後、同大学大学院修士課程に進み、版画を学ぶ。博士課程にも進んだが中退し、画家として活動している。現在、東京藝術大学の講師として活躍する傍ら、日本国内外で展覧会を開くなど、活動の範囲は広い。
なお、東樋口の実家は現在でも烏丸に在る。東樋口が生まれた当時、助手だった父親は数年後助教授になり、2001年までは京大の教員として建築を教えていた。現在は鳥取県鳥取市の大学教授であり、京都を拠点にして田中勝や三野徹らと共に環境学者としても活躍している。
一卵性双生児であり、兄は九州大学工学部に進学した。大学院修士課程時代には久永真悟と共に福岡市で学術発表を行った。